# Cebreros
Cebreros – gmina w Hiszpanii, w prowincji Ávila, w Kastylii i León, o powierzchni 137,47 km². W 2011 roku gmina liczyła 3478 mieszkańców.